# Suhpalacsa haullevillei
Suhpalacsa haullevillei is een insect uit de familie van de vlinderhaften (Ascalaphidae), die tot de orde netvleugeligen (Neuroptera) behoort. 
Suhpalacsa haullevillei is voor het eerst wetenschappelijk beschreven door Navás in 1912.